# Hauteville
Dinastija Hauteville (čitaj: Otvil) je normanska vlastelska obitelj koja je vladala Sicilijom i južnom Italijom (Apulija, Kalabrija) od 1059. (Robert Guiscard) do 1194. (Tankred). Rodonačelnik je sitni normandijski plemić, Tankred od Hautevillea.

## Vojvode
- Robert Guiscard, grof Apulije i Kalabrije (1057. – 1059.), vojvoda Apulije i Kalabrije (1059. – 1085.)
  - Prema sporazumu s bratom Robertom Guiscardom (1062.):

Roger I. – vladar polovice Kalabrije, a od 1072. grof Sicilije.
- Roger Borsa, vojvoda Apulije (1085. – 1111.)
- Roger I., grof Sicilije (1072. – 1101.)
- Šimun, grof Sicilije (1101. – 1105.)
- Roger II., vojvoda Apulije i Kalabrije, grof Sicilije (1105. – 1130.)

## Kraljevi Sicilije
- Roger II. (1130. – 1154.)
  - Suvladar Vilim I. od 1151.
- Vilim I. (1154. – 1166.)
- Vilim II. (1166. – 1189.)
- Tankred iz Leccea (1189. – 1194.)

## Knezovi Antiohije
- Bohemund I. (1098. – 1111.)
  - Tankred, knez Galileje je bio regent u razdobljima 1100. – 1103. i 1105. – 1112.
  - Roger od Salerna je bio regent 1112. – 1119.
- Bohemund II. (1119. – 1130.)
  - Jeruzalemski kralj Baldvin II. je bio regent 1119. – 1126. i 1130. – 1131.
- Konstanca, kći Bohemunda II. (1130. – 1163.)
  - Raymond od Poitiersa (1136. – 1149.)
  - Rene od Chatillona (1153. – 1160.)
- Bohemund III. (1163. – 1201.), sin Raymonda od Poitiersa i Konstance → dinastija Poitiers od Antiohije